# Jole Fano
Jole Mary Fano (scritto anche Yole); talvolta indicata con il nome d'arte di Lucia d'Ambra (Milano, 13 settembre 1904 – Santiago del Cile, 28 ottobre 1972) è stata un'attrice teatrale e imprenditrice italiana naturalizzata cilena attiva nel campo della radiofonia.
Negli anni venti partecipò con la compagnia teatrale diretta dall'attore genovese Gilberto Govi, alla tournée nell'America Latina che portò alla rappresentazione, per gli immigrati italiani in quel continente, di numerose commedie in lingua ligure.

## Biografia
Terza di cinque fratelli, nacque da Emanuele Fano, funzionario assicurativo, e Amelia Rossetti. Rimasta orfana di padre in tenerissima età, si stabilì con la madre e i fratelli a Genova e poco più che adolescente entrò a far parte come attrice giovane della compagnia di Govi che portava in scena la commedia I manezzi pe majâ na figgia (Gli artifici per maritare una figlia, o I maneggi per maritare una figliuola, di Niccolò Bacigalupo).
Durante una tournée in Sudamerica a metà degli anni venti decise di stabilirsi in Argentina. A Buenos Aires proseguì l'attività teatrale come primadonna nella compagnia di un'attrice spagnola all'epoca molto famosa, Margarita Xirgu.
Trasferitasi a Santiago del Cile formò successivamente una propria compagnia adottando il nome d'arte di Lucia d'Ambra. Questa compagnia fu molto attiva - sotto le insegne di Compagnia de Radioteatro Universale - anche nei decenni seguenti con spettacoli teatrali e radiofonici.

## Imprenditrice radiofonica
Jole Fano, che nel frattempo si era fatta raggiungere in Sudamerica dalla madre e dal fratello minore Ernesto (che diverrà imprenditore nel settore tessile e importatore dall'Europa del pizzo di San Gallo), si spostò sovente fra l'Argentina e il Cile, dove nel frattempo si era sposata con l'impresario teatrale di origine tedesca Segismundo Mewe, e da cui ebbe due figli: Carlos (1938-1970) e Máximo (1941-2007).
Al pari di quello di Eduardo, e quello di Goldoni ancor prima, anche il teatro di Gilberto Govi traeva spunto da storie di vita quotidiana, le medesime che i numerosi emigranti italiani andati in cerca di fortuna nelle pampas argentine o in riva al Río de la Plata avevano lasciato nelle loro terre di origine (prettamente Liguria, Piemonte, Veneto) e che amavano sentirsi raccontare per avvertire meno forte il senso di nostalgia rispetto ai luoghi perduti.

Per questo motivo furono numerose le compagnie teatrali italiane che, fra gli anni venti e gli anni trenta, si sottoponevano a faticose traversate transoceaniche in piroscafo per portare un pezzo d'Italia fra i lavoratori che fondavano nuovi quartieri - quasi vere e proprie "città nelle città" nelle megalopoli sudamericane, come Montevideo o Buenos Aires. La compagnia allestita da Govi nel 1926 costituì una sorta di battistrada per le successive che sarebbero venute negli anni a seguire.
In questo senso, la storia di Jole Fano è esemplare al pari di quella di molti suoi connazionali che scelsero di trovare una strada nuova ed originale lontano dal luogo di origine, in un'America Latina in cui si sarebbe presto radicato il mito del Ma se ghe penso, l'inno alla genovesità nel mondo, diffuso nelle popolazioni dei los Xeneixes (i Genovesi, come venivano chiamati gli immigranti di origine genovese) e fra i "tanghèros" de La Boca, il quartiere di Buenos Aires formato prettamente da lavoratori italo-ispani o comunque immigrati dall'Europa come Carlos Gardel, "el morocho del Abasto".

(nell'immagine: Fano durante una premiazione dell'emittente radiofonica Radio Caupolicàn)
Negli anni quaranta fu spesso impegnata come attrice ospite anche in recite di compagnie teatrali italiane in tournée in Cile, come nel caso della compagnia di Emma Gramatica e Luigi Pavese, che nel 1947 portò in scena al Teatro Municipal di Santiago La vita che ti diedi, di Luigi Pirandello.

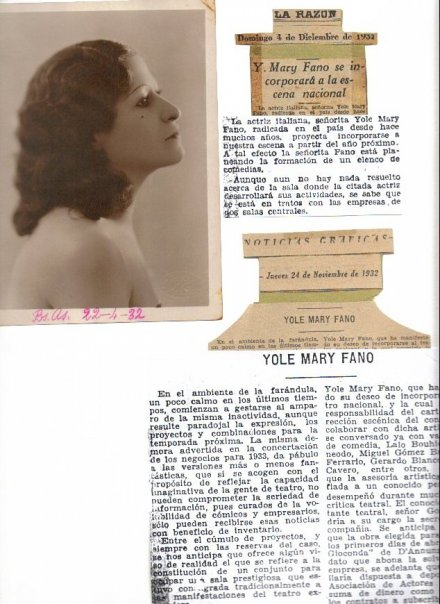
Jole Fano negli anni trenta

Intanto proseguiva nell'attività alla radio. In particolare, per l'emittente radiofonica cilena tenne regolari rubriche di intrattenimento fra cui una in particolare, L'ora veramente italiana, la rese famosa all'interno della comunità italo-cilena del Chile.
Negli anni cinquanta lasciò le scene per dedicarsi alla cura dei figli. In Cile, pur lontano dalle scene teatrali, rimase comunque nel mondo dello spettacolo e dell'intrattenimento, acquistando e dirigendo l'emittente radiofonica Radio Caupolicán.
Sotto il suo controllo l'emittente fu più volte premiata per i risultati ottenuti in termini di audience e di contratti pubblicitari nella crescente realtà cilena degli anni immediatamente successivi alla fine del secondo conflitto mondiale.
Nell'attività dell'emittente vennero impegnati anche i figli: Carlos, direttore del settore tecnico, che morirà a trentadue anni in un tragico incidente sul lavoro; Máximo, impiegato come conduttore e disc-jockey e diventato una nota voce del network statunitense Voice of America, trasmettendo per il bacino d'utenza latino-americano dalla sede di Washington negli anni settanta e ottanta, e dalla sede olandese di Hilversum di Radio Nederland, negli anni novanta. È stato anche attore in serie televisive di carattere storico e traduttore alla OEA, ente governativo statunitense.

## Ultimi anni
Rimasta vedova, Jole Fano si è risposata negli anni sessanta con un italo-cileno, Mario Cesare Cagnetta.
Nel 1969 fece ritorno dopo molti anni a Genova per visitare la sua città di origine, ricordata dalla stampa come attrice goviana rientrata in patria dopo oltre quarant'anni di assenza.
Ritornata poi in Cile, vi è morta nel 1972, due anni dopo la scomparsa del suo primogenito, Carlos.
È sepolta a Santiago del Cile.

## Galleria d'immagini

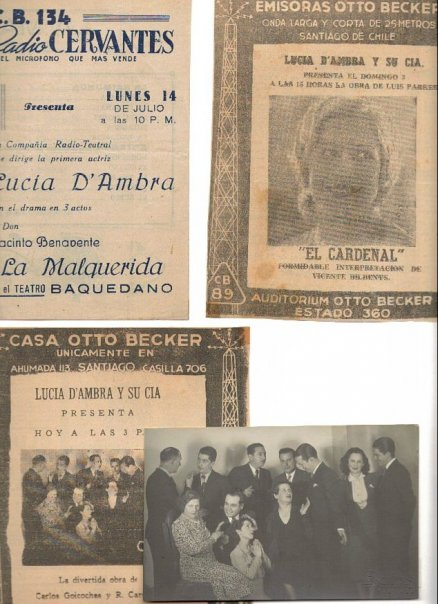
La compagnia di Jole Fano impegnata nell'emittente Otto Becker di Santiago del Cile
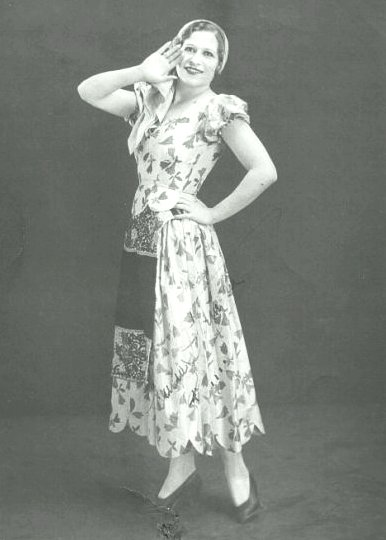
L'attrice in costume di scena
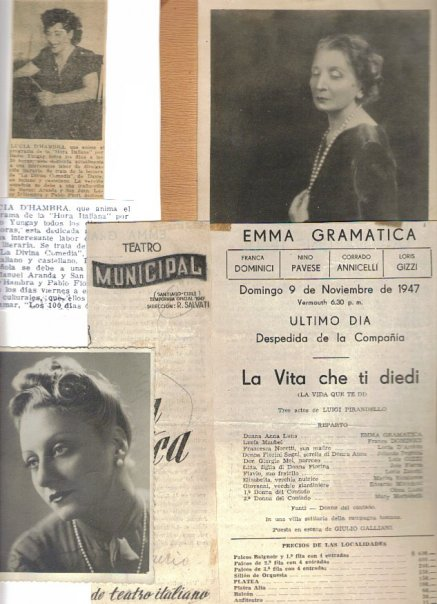
Locandina di La vita che ti diedi
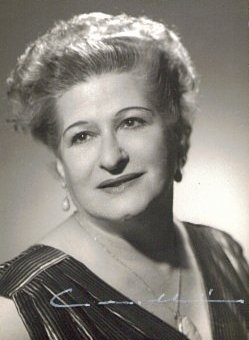
Immagine autografa (con il nome d'arte di Lucia d'Ambra) dei primi anni cinquanta